# Landsvägen, Sundbyberg

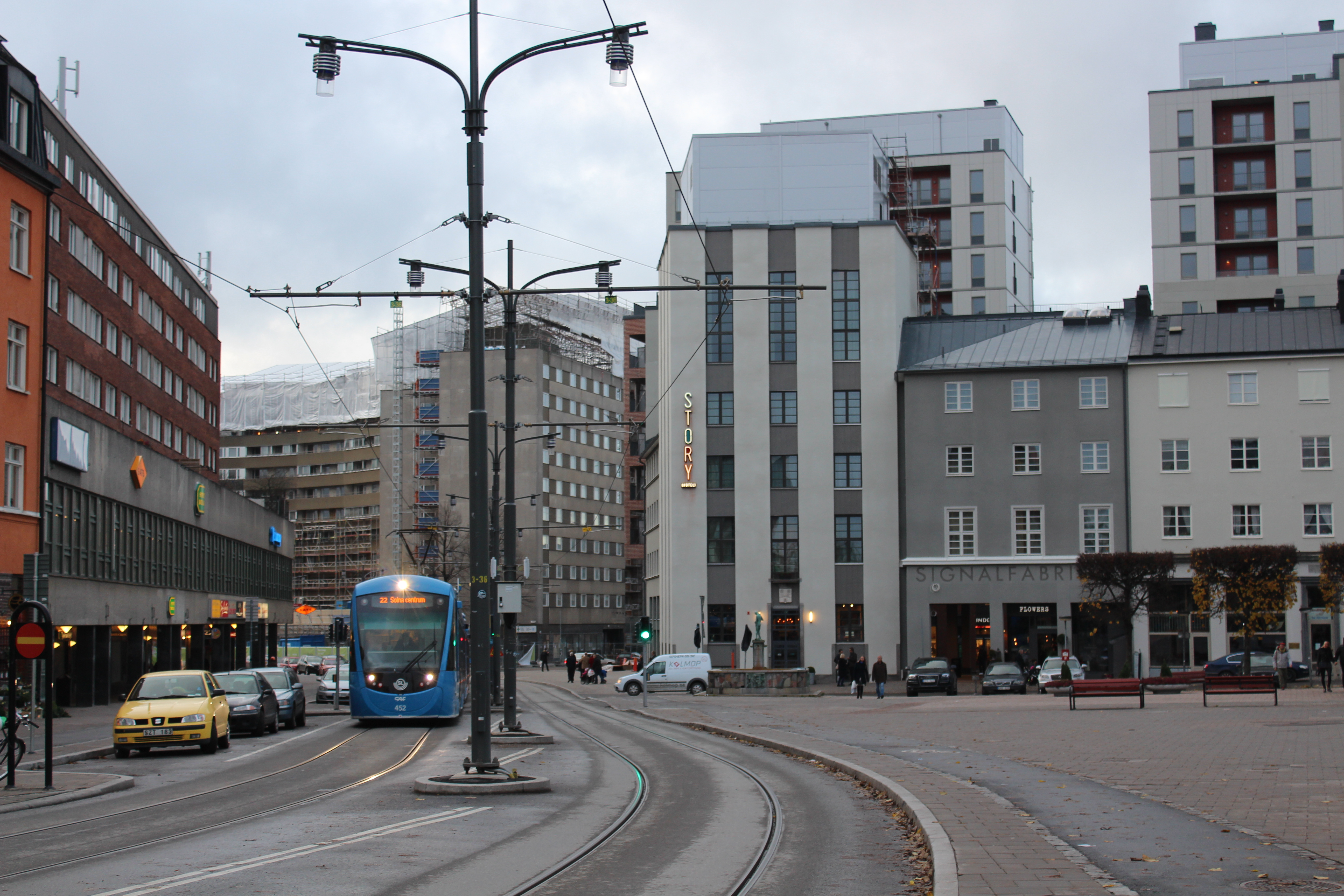
Landsvägen i höjd med Sundbybergs station med Signalfabriken till höger.

Landsvägen är en huvudgata genom den del av centrala Sundbyberg som ligger väster om Mälarbanan. Gatan sträcker sig från Tritonvägen i Solna fram till Bällsta bro på gränsen till Stockholms kommun. 
Större delen av sträckningen utgör gräns mellan stadsdelarna Centrala Sundbyberg och Lilla Alby. Gatan präglas av tät stadsbebyggelse som spänner från tiden kring sekelskiftet 1900 fram till 2014. Här ligger till exempel Swedbanks huvudkontor, dit det flyttats från Stockholms innerstad.
Sin urbana karaktär till trots har gatan behållit sitt "lantliga" namn. Detta på grund av att sträckan fram till 1797  ingick i huvudförbindelsen mellan Stockholm och Drottningholms slott via Bällsta bro. 
Västra delen av gatans sträckning trafikeras sedan hösten 2013 av spårvagnar, då Tvärbanan öppnades för trafik mellan Alvik och Solna.